# Bennungen
Bennungen er en kommune i landkreis Mansfeld-Südharz i den tyske delstat Sachsen-Anhalt. Den ligger nord for bjergområdet Kyffhäuser og 13 km vest for landkreisens administrationsby Sangerhausen.
Bennungen er kendt tilbage til 1112.